# Luís Humberto

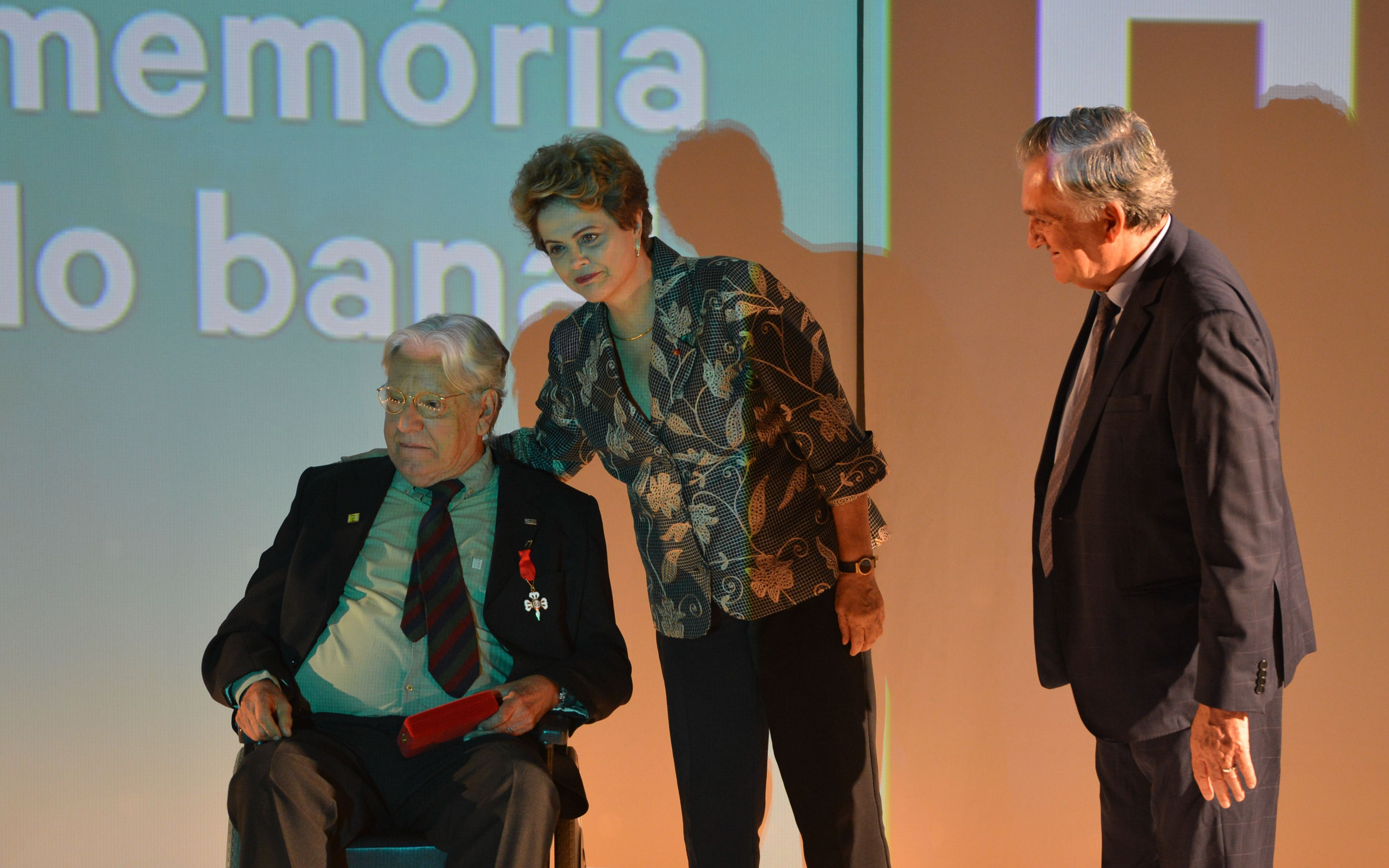
Presidenta Dilma Rousseff e o ministro da Cultura, Juca Ferreira, entregam a Ordem do Mérito Cultural 2015 a Luis Humberto, em cerimônia no Palácio do Planalto (Valter Campanato/Agência Brasil)

Luis Humberto Martins Pereira (Rio de Janeiro, 29 de setembro de 1934 - Brasília, 12 de fevereiro de 2021) foi um fotógrafo e arquiteto brasileiro.
Formou-se em 1959 pela atual Universidade Federal do Rio de Janeiro. Começou a carreira trabalhando como desenhista no Ministério da Educação e Cultura. Dois anos depois, mudou-se para a recém-fundada Brasília, acompanhando a sua mulher, Eloah, que era funcionária da Câmara dos Deputados.
Aceitou o convite do arquiteto e pintor Alcides da Rocha Miranda, primeiro coordenador do curso de arquitetura de Brasília, para ajudar a estruturar a UnB. Trabalhou em projetos de edifícios e deu aulas de desenho para turmas de arquitetura, artes plásticas e música.
Foi um dos 223 professores que deixaram a UnB em 1965, em protesto contra a demissão de 15 colegas pelo reitor Laerte Ramos. Ficou afastado da Universidade durante todo o regime militar, voltando apenas em 1985, como professor da Faculdade de Comunicação. Durante esse período, trabalhou como fotógrafo, destacando-se pela sua atuação nas revistas Veja (1968 a 1978) e IstoÉ (1978 a 1982). Foi o primeiro editor de fotografia do Jornal de Brasília, fundado em 1973. Foi um dos fundadores da União dos Fotógrafos de Brasília, entidade pioneira no gênero no Brasil.
Recebeu em 2015 a Ordem do Mérito Cultural.
Morreu em 12 de fevereiro de 2021, em Brasília, de complicações decorrentes de um linfoma no sistema nervoso central.

## Livros publicados
- 2000 - Fotografia, a Poética do Banal

- 1983 - Fotografia: Universos & arrabaldes
- 1981 - Brasília, Sonho do Império, Capital da República[8]